# Max Morand
Max Henri Morand (* 28. November 1900 in Romorantin-Lanthenay; † 1990) war ein französischer Physiker und Physikdidaktiker.
Max Morand studierte ab 1920 Physik an der École normale supérieure (Paris) und der Sorbonne mit dem Abschluss des Lizenziats 1922. Nach dem Studium wurde er 1924 Stipendiat der Fondation Thiers. 1927 wurde er bei Charles Fabry an der Sorbonne promoviert (Étude sur l’émission des rayons positifs, application à la séparation des isotopes). 1928 bis 1930 war er  Maître de conférences an der Universität Lille, 1930 Chargé de Cours an der Universität Lüttich, 1932 außerordentlicher und 1934 ordentlicher Professor. 1940 ging er aufgrund des Zweiten Weltkriegs wieder nach Frankreich und an die Universität Lyon. 1945 wurde er Maître de conférences und war am Labor für Physik der ENS in Paris und 1957 als Nachfolger von Eugène Darmois Professor für Physikdidaktik. Nach seiner Emeritierung erhielt er eine Ehrenprofessur an der Sorbonne bzw. der Universität Paris VI. Nach 1968 wurde das Labor für Physikdidaktik in Labor für allgemeine Physik umbenannt.
Er forschte zur experimentellen Teilchenphysik aus kosmischer Strahlung und mit Kernemulsionen und unterrichtete später vor allem Optik. 1948 veröffentlichte er eine Einführung in die mathematischen Methoden der modernen Physik. 1962 veröffentlichte er ein Lehrbuch über kosmische Strahlen, 1966 über Quantenoptik und 1962 und 1973 über Spinoren und Spinorgeometrie und 1984 ein Buch über Faserbündel in der modernen Physik.
1961 erhielt er den Prix des trois physiciens.